# Hải âu đuôi nhọn

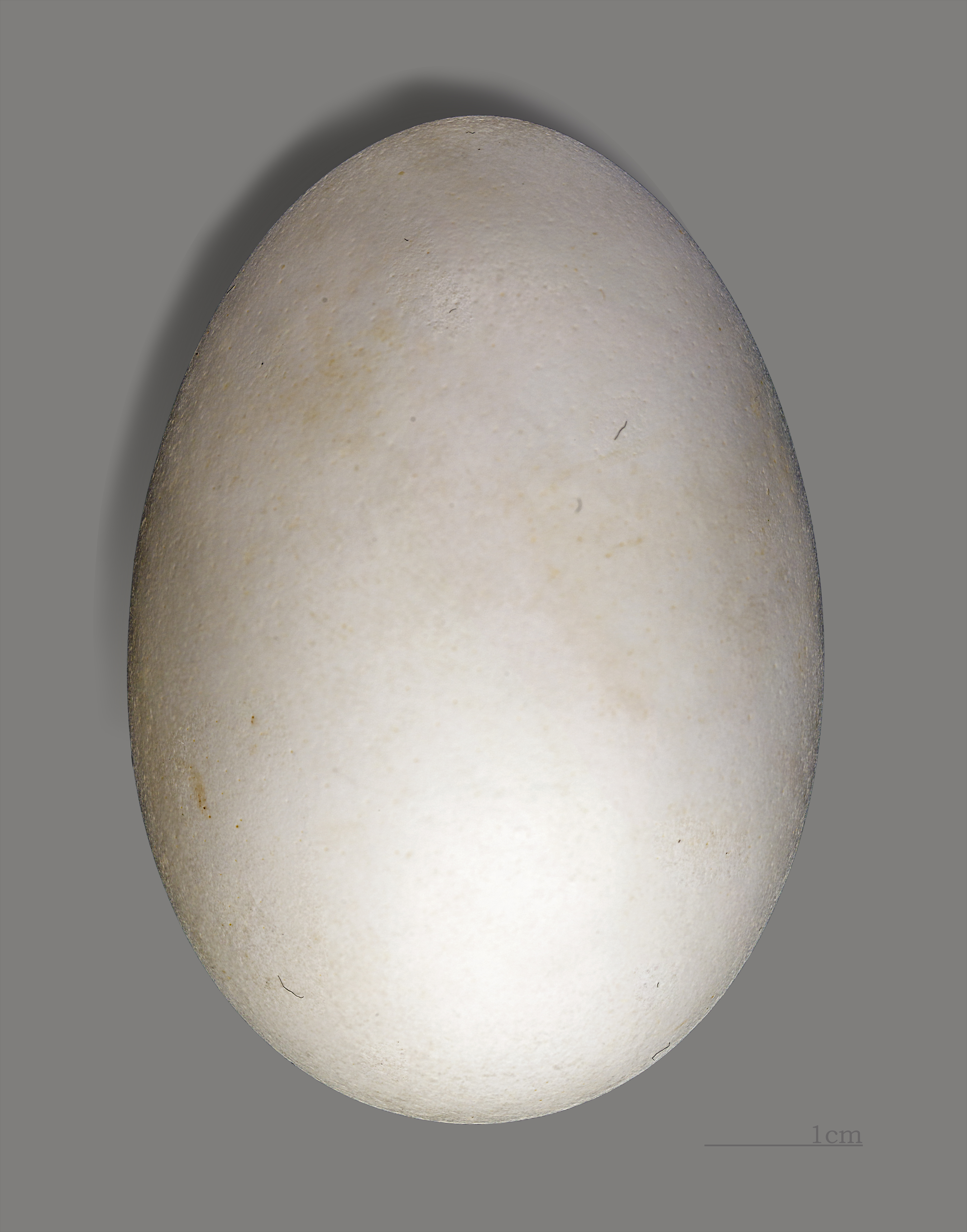
Trứng.

Puffinus pacificus là một loài chim trong họ Procellariidae.